# Iglesia de San Martín de Tours (Andoáin)
La iglesia de San Martín de Tours es un templo católico del municipio español de Andoáin, situado en la provincia de Guipúzcoa.

## Descripción
La iglesia, construida entre 1770 y 1780, está situada en el municipio guipuzcoano de Andoáin. Aparece descrita en el Diccionario histórico-geográfico-descriptivo de los pueblos, valles, partidos, alcaldías y uniones de Guipúzcoa (1862) de Pablo de Gorosábel con las siguientes palabras:

Esta iglesia es de la advocacion de San Martín, cuyo patrono es el ayuntamiento en representacion de la villa. Fué fabricada entre los años de 1770 y 1780 con fondos remitidos por D. Agustin de Leiza y Latijera, natural de la misma villa, y vecino de San Salvador de Tufuy, provincia de Tucuman en el Perú. Es templo muy capaz, labrado de piedra jaspe, con hermosa torre y dos buenos claustros al uno y otro costado; siendo su situacion en el paraje mas alto de la poblacion, como el más céntrico de ella y mas cómodo para la generalidad del vecindario. La primitiva parroquia estaba en el barrio de Burunza sobre la calle de san Pedro, la cual fué trasladada con la correspondiente licencia del diocesano. Se halla servida por un rector y cuatro beneficiados, siendo aquel de la presentacion de la misma villa. La de los beneficios, en el estado anterior al último concordato, correspondía á la corona real en las vacantes de los ocho meses ordinarios, y al rector en los otros cuatro.
(Gorosábel, 1862, p. 35)